# 3 ربيع الأول
- السبت
- الأحد
- الاثنين
- الثلاثاء
- الأربعاء
- الخميس
- الجمعة

- 2731 أغسطس 2024
- 281 سبتمبر 2024
- 292 سبتمبر 2024
- 303 سبتمبر 2024
- 14 سبتمبر 2024
- 25 سبتمبر 2024
- 36 سبتمبر 2024
- 47 سبتمبر 2024
- 58 سبتمبر 2024
- 69 سبتمبر 2024
- 710 سبتمبر 2024
- 811 سبتمبر 2024
- 912 سبتمبر 2024
- 1013 سبتمبر 2024
- 1114 سبتمبر 2024
- 1215 سبتمبر 2024
- 1316 سبتمبر 2024
- 1417 سبتمبر 2024
- 1518 سبتمبر 2024
- 1619 سبتمبر 2024
- 1720 سبتمبر 2024
- 1821 سبتمبر 2024
- 1922 سبتمبر 2024
- 2023 سبتمبر 2024
- 2124 سبتمبر 2024
- 2225 سبتمبر 2024
- 2326 سبتمبر 2024
- 2427 سبتمبر 2024
- 2528 سبتمبر 2024
- 2629 سبتمبر 2024
- 2730 سبتمبر 2024
- 281 أكتوبر 2024
- 292 أكتوبر 2024
- 303 أكتوبر 2024
- 14 أكتوبر 2024

3 ربيع الأوَّل أو 3 ربيع الأنوار يوم 3 \ 3 (اليوم الثالث من الشهر الثالث) هو اليوم الثاني والستين من أيَّام السنة (أو الثالث والستين لو كان شهر صفر مُتممًا لليوم الثلاثين) وفق التقويم الهجري القمري (العربي). يبقى بعده 292 أو 293 يومًا لانتهاء السنة.

## أحداث
- 957هـ - التوقيع على «معاهدة إستانبول» بين الدولة العثمانية والدولة الصفوية.
- 1143هـ - الدولة العثمانية تسترجع مدينة همدان بعد انتصارها على الإيرانيين في معركة «كوريجان»، التي قتل فيها 3 أرباع الجيش الصفوي المكون من 40 ألف جندي.
- 1139هـ - الدولة العثمانية توقع معاهدة «آينا قاياق» وهو اسم سراي في إستانبول مع روسيا، حول شبه جزيرة القرم، وكانت هذه المعاهدة ضد مصالح الدولة العثمانية.
- 1247هـ - القائد العثماني البحري «كجك مراد رئيس» يعود إلى الجزائر مع 12 سفينة عثمانية، بعد قيامه بغارة بحرية على موانئ أيرلندا أسر خلالها 400 شخص، وقد استغرقت هذه الحملة حتى عودتها 3 أشهر.
- 1328هـ - طلاب جامع الزيتونة في تونس يشنون إضرابًا عن الدراسة للمطالبة بإصلاح التعليم في مؤسستهم. ويؤيد عدد من الوطنيين هذه المطالب.
- 1367هـ - الهاجاناه تبرم صفقة للسلاح مع تشيكوسلوفاكيا بقيمة 1.2 مليون دولار تضمنت توريد 24 ألفاً و500 بندقية وخمسة آلاف رشاش ثقيل و200 رشاش متوسط و54 مليون رصاصة و25 طائرة من طراز ميزر شميت، وقد وصلت هذه الأسلحة مع قرب نهاية الانتداب البريطاني على فلسطين.
- 1373هـ - الأمير سعود بن عبد العزيز آل سعود يتولى حكم المملكة العربية السعودية بعد وفاة والده الملك عبد العزيز آل سعود.
- 1387هـ - نهاية حرب الأيام الستة بهزيمة العرب واحتلال إسرائيل للقدس الشرقية وهضبة الجولان السورية وشبه جزيرة سيناء المصرية.
- 1399هـ - روح الله الموسوي الخميني يصل إلى العاصمة الإيرانية طهران بعد غياب في المنفى استمر 15 عامًا.
- 1413هـ - الملك الحسين بن طلال يوافق على قانون الأحزاب السياسية في الأردن.
- 1441هـ - اشتعال حريق بقطار في باكستان أثناء سيره يؤدي إلى وفاة 75 شخصًا وإصابة أكثر من 43 شخصًا.

## مواليد
- 518هـ - سعيد بن حمزة النيلي، كاتب ديواني وشاعر عربي عراقي.
- 1351هـ - نادية سيف النصر، ممثلة مصرية.
- 1359هـ - نوال أبو الفتوح، ممثلة مصرية.
- 1388هـ - مرح جبر، ممثلة سورية.
- 1395هـ - فؤاد العاشوري، شاعر عربي إيراني.
- 1397هـ -
  - إحسان شواهنة - قائد فلسطيني لكتائب القسام في شمال الضفة الغربية.
  - سيرين عبد النور- مغنية لبنانية.
- 1404هـ - فايز بندر، لاعب كرة قدم كويتي.
- 1406هـ - هاشم أسد الله، مذيع وكاتب كويتي.

## وفيات
- 449هـ - أبو العلاء المعري، شاعر اللزوميات، ومصنف رسالة الغفران.
- 1340 هـ - داود صليوا، صحفي ومدرس وشاعر عراقي.
- 1373هـ - عبد العزيز آل سعود، مؤسس المملكة العربية السعودية.
- 1380هـ - علي ماهر باشا، سياسي مصري شغل منصب رئيس وزراء مصر 4 مرات.
- 1395هـ - أرسطو أوناسيس، ملياردير يوناني تركي.
- 1415هـ - ثريا حلمي، ممثلة مصرية.
- 1416هـ - يوسف بن راشد آل الشيخ مبارك، فقيه مالكي ومؤرخ سعودي سعودي.
- 1433هـ - بهجت أبو غربية، مناضل فلسطيني.
- 1434هـ - محمود عبد العزيز، مغني سوداني.
- 1443هـ - أبو الحسن بني صدر، سياسي إيراني كان أوَّل رؤساء جمهورية بلاده.

## وصلات خارجية
- موقع قصة الإسلام: حدث في شهر ربيع الأوَّل.